# Jerónimo de Costilla
Jerónimo de Costilla y García de Gallinato (Zamora, 150? - Cusco, 158?) fue un  militar, conquistador y funcionario virreinal español.

## Conquistador de Chile
Se contó entre los que llevaron a cabo la conquista de Chile, acompañando a Almagro, según refiere el Inca Garcilaso, que le conoció de niño, y Mariño de Lobera, que refiere que al pasar los Andes se le helaron los dedos de los pies, como pasó a muchos de los españoles que formaban parte de aquella expedición, añadiendo que en la época en que escribía vivía aún en el Cusco, hecho que también confirma el mencionado Garcilaso.

## Encomendero en el Cuzco
Efectivamente, hacia 1544 recibió la encomienda de Asillo conjuntamente con Diego Mejía, compuesta por 600 indios tributarios. A la muerte de Mejía, alrededor de 1565, la totalidad de tributarios, 935 indios, pasaron a su persona. Es más, en 1571, se le otorgó también la encomienda de Culcora y Marasaca, con 89 tributarios.

## Nuevamente en Chile
Siendo ya muy anciano, en 1565 por orden del gobernador Lope García de Castro, marchó de nuevo a Chile para deponer al gobernador Pedro de Villagra y sustituirle por Rodrigo de Quiroga, procurando no suscitar resistencia por parte del depuesto. Para cumplir tan delicado encargo, se embarcó en dos buques con la gente que llevaba para cumplir aquella misión, en el puerto del Callao y tres meses después desembarcaba en La Serena, y allí Villagra le ordenó que llevara a Concepción la gente que conducía, a pesar de lo cual hizo rumbo a Valparaíso, donde desembarcó con sus soldados, y al día siguiente (17 de junio), al frente de sus fuerzas, marchó sobre Santiago, depuso a Villagra, a quien mandó a Valparaíso y encerró en uno de sus barcos e hizo reconocer a Quiroga como gobernador. Dos meses después, considerando ya sólidamente asegurado al nuevo gobernador, volvió al Perú llevando preso a Villagra.

## Descendencia
De su matrimonio con María de Riberos y Estrada tuvo a:
- Pedro Costilla de Nocedo, encomendero de Asillo y cuyos descendientes obtendrían el Marquesado de San Juan de Buenavista.
- Jerónimo Costilla Gallinato, hacendado en Abancay.
- Beatriz Costilla Gallinato, casada con Pedro de Mercado de Peñalosa, gobernador del Tucumán.

| Predecesor: Diego de Silva y Guzmán | Alcalde ordinario del Cuzco Primer voto 1562 - 1563 | Sucesor: Juan Álvarez Maldonado |